# BB&T Atlanta Open 2013
BB&T Atlanta Open 2013 byl tenisový turnaj pořádaný jako součást mužského okruhu ATP World Tour, který se hrál na otevřených dvorcích s tvrdým povrchem areálu Atlantic Station. Konal se mezi 20. až 28. červencem 2013 v americké Atlantě jako 26. ročník turnaje.
Jednalo se o otevírací událost mužské části US Open Series 2013. Turnaj s rozpočtem 623 730 dolarů patřil do kategorie ATP World Tour 250. Nejvýše nasazeným hráčem ve dvouhře byl dvacátý první tenista světa John Isner ze Spojených států, který turnaj po předchozích finálových neúspěších vyhrál.

## Mužská dvouhra

### Nasazení
| Stát          | Hráč             | ATP1) | Nasazení |
| ------------- | ---------------- | ----- | -------- |
| Spojené státy | John Isner       | 21.   | 1.       |
| Jižní Afrika  | Kevin Anderson   | 23.   | 2.       |
| Chorvatsko    | Ivan Dodig       | 37.   | 3.       |
| Nizozemsko    | Igor Sijsling    | 55    | 4        |
| Tchaj-wan     | Lu Jan-sun       | 60    | 5        |
| Spojené státy | Mardy Fish       | 62    | 6        |
| Austrálie     | Lleyton Hewitt   | 65.   | 7.       |
| Rusko         | Jevgenij Donskoj | 66.   | 8.       |

- 1) Žebříček ATP k 15. červenci 2013.

### Jiné formy účasti
Následující hráči obdrželi divokou kartu do hlavní soutěže:
- Christian Harrison
- Denis Kudla
- Rhyne Williams

Následující hráč obdržel do hlavní soutěže zvláštní výjimku:
- Ivo Karlović

Následující hráči postoupili z kvalifikace:
- Matthew Ebden
- Kevin King
- Tim Smyczek
- Mischa Zverev

### Odhlášení
před zahájením turnaje
- Radek Štěpánek

### Skrečování
- Ivo Karlović
- Michael Russell

## Mužská čtyřhra

### Nasazení
| Stát               | Hráč                   | Stát               | Hráč            | ATP1) | Nasazení |
| ------------------ | ---------------------- | ------------------ | --------------- | ----- | -------- |
| Chorvatsko         | Ivan Dodig             | Brazílie           | Marcelo Melo    | 34.   | 1.       |
| Mexiko             | Santiago González      | Spojené státy      | Scott Lipsky    | 55.   | 2.       |
| Spojené království | Colin Fleming          | Spojené království | Jonathan Marray | 62.   | 3.       |
| Francie            | Édouard Roger-Vasselin | Nizozemsko         | Igor Sijsling   | 89.   | 4.       |

- 1) Žebříček ATP k 15. červenci 2013; číslo je součtem umístění obou členů páru.

### Jiné formy účasti
Následující páry obdržely divokou kartu do hlavní soutěže:
- Christian Harrison /  Ryan Harrison
- Kevin King /  Juan-Carlos Spir

### Odstoupení
před zahájením turnaje
- Michael Russell

## Přehled finále

### Mužská dvouhra
- John Isner vs.  Kevin Anderson, 6 –7(6), 7–6(2), 7–6(2).

### Mužská čtyřhra
- Édouard Roger-Vasselin /  Igor Sijsling vs.  Colin Fleming /  Jonathan Marray, 7–6(6), 6–3